# Clarius
Clarius é o fundador do Clareismo, uma religião e sistema filosófico espiritual contemporâneo, surgido em Portugal na terceira década do século XXI (2025). Ele é reconhecido principalmente pelos seus escritos no *Livro segundo Clarius*, obra que serve como referência central para os seguidores da tradição, os Clareístas.

## Vida e Fundação
Pouco se sabe sobre a vida pessoal de Clarius antes da fundação do Clareismo. O movimento começou com a publicação do *Livro segundo Clarius* em 2025, que combina reflexões filosóficas, espirituais e éticas. Clarius propôs uma visão monista do Universo, enfatizando que todos os seres humanos contêm uma centelha divina e que a razão, disciplina e silêncio são virtudes fundamentais.

## Filosofia
O Clareismo é classificado como uma religião contemporânea de caráter monista, com fortes influências do panteísmo e do racionalismo filosófico. Entre os princípios centrais ensinados por Clarius estão:
- O Universo é coextensivo ao divino, e todos os seres estão interligados;[1]
- Cada indivíduo possui uma centelha divina;[1]
- A razão, disciplina e silêncio são caminhos para a clareza espiritual;[1]
- O corpo é efêmero; a alma é eterna;[1]
- O destino pode ser compreendido pelo autoconhecimento e pela prática das virtudes ensinadas.[1]

## Citações Selecionadas
- "(...) sabeis a verdade e a verdade vos libertará." – Clarius[1]
- "Só a razão te libertará; só ela e com ela."[1]
- "Vós sois Deuses; portadores da centelha divina. Tudo está convosco e até disponibilizado a vós e nada vos faltará."[1]

## Legado
Clarius é considerado uma figura influente no desenvolvimento de filosofias espirituais contemporâneas em Portugal. Seus ensinamentos continuam a ser estudados e praticados por Clareístas em várias regiões, e o *Livro segundo Clarius* é usado como fonte de estudo e referência ética e espiritual.